# ایری‌بوجاق (خداآفرین)
ایری‌بوجاق یکی از روستاهای مرزی استان آذربایجان شرقی است که در دهستان گرمادوز بخش خداآفرین شهرستان کلیبر واقع شده‌است.
این روستا در کنار رود ارس واقع شده است و در مرز کشور آذربایجان قرار دارد